# Bob Ridley
Bob Ridley (Reading, 30 maggio 1942) è un allenatore di calcio ed ex calciatore inglese naturalizzato statunitense, di ruolo centrocampista e attaccante.

## Carriera
Dal 1961 al 1967 fu in forza al Gillingham. Con i Gills vinse la Fourth Division 1963-1964, accedendo così alla terza serie inglese. Giocò tre stagioni della terza serie, ottenendo come miglior piazzamento il sesto posto nella Third Division 1965-1966.
Terminata l'esperienza al Gillingham si trasferì in Sudafrica per giocare nel Westview Apollon, squadra sudafricana della NFL.
Nella stagione 1973 si trasferisce negli Stati Uniti d'America per giocare nella NASL, ingaggiato dal Dallas Tornado. Con i Tornado raggiunge la finale del torneo, che giocò subentrando a partita in corso a Jim Benedek, persa contro i Philadelphia Atoms. La stagione seguente raggiunge le semifinali della NASL.
Nella stagione 1975, dopo un passaggio ai S.A. Thunder senza presenze scambiato con il brasiliano Renato Costa, passa ai Denver Dynamos, con cui ottiene il terzo posto della Central Division di Western Conference.
Dal 1977 al 1978 fu allenatore dei Sacramento Spirits, squadra dell'American Soccer League, con cui raggiunge la finale del torneo 1977, persa contro i N.J. Americans.
Nella stagione 1980 allenò i Cleveland Cobras, squadra dell'American Soccer League, con cui ottenne il terzo posto finale.

## Palmarès
- Fourth Division: 1

Gillingham: 1963-1964